# Parafia św. Brygidy w Gdańsku
Parafia pw. Świętej Brygidy w Gdańsku – parafia rzymskokatolicka z siedzibą w Gdańsku. Należy do dekanatu Gdańsk-Śródmieście, który należy z kolei do archidiecezji gdańskiej. Założona została w 1920 roku.

## Proboszczowie parafii
Źródło: oficjalna strona parafii.
- ks. Karol Jureschke (1855–1867)
- ks. Abdon Stengart (1867–1898)
- ks. dr Johann Berendt (1898–1907)
- ks. dr Franz Michalski (1907–1920)
- ks. dr Emil Moske (1920–1945)
- ks. Henryk Jankowski (w latach 1971–1976 administrator, w latach 1976–2005 proboszcz)[2]
- ks. Krzysztof Czaja (listopad 2004 – grudzień 2005) administrator
- ks. Tadeusz Balicki (grudzień 2005 – czerwiec 2008) administrator
- ks. Jan Jasiewicz (lipiec 2008 – listopad 2008) administrator
- ks. Tadeusz Ławicki (listopad 2008 – sierpień 2009) administrator
- ks. Ludwik Kowalski (od września 2009)